# Francisco González González
Francisco González González, (Villaseca de Laciana, León, 1922-Zaragoza, 25 de mayo de 2009) fue un prolífico historiador y poeta.

## Biografía
En 1929 se traslada con sus padres a Ponferrada, El Bierzo, donde termina el bachillerato en 1940. Cursa magisterio en León. 
En 1949 viaja a la Argentina, de donde regresa en 1954. Licenciado en Filología Inglesa por la universidad de Madrid en 1968, y doctor en Historia por la de Zaragoza en 1991. High Proficiency en inglés por las universidades de Cambridge y Míchigan (Estados Unidos). Agregado, catedrático y director de Instituto en Teruel, y profesor de su Colegio Universitario. Se traslada a Zaragoza en 1977. Viaja por treinta países. Cultiva los idiomas, el Arte, la Poesía y la Historia.
En 1954, bajo el seudónimo de «Gondemar», colabora en Promesa, El Pensamiento Astorgano y El Bierzo, con 53 Cuentos morales y ensayos, 23 artículos de la serie Desde un rincón de América y otros 20 de la serie Por esos mundos de Dios, colabora en prensa y radio, y con 18 poemas en Rincón Poético. Escribió más de 100 artículos históricos sobre El Bierzo en Aquiana, La Hora Leonesa, Diario de León, La Luz de Astorga, Lucha de Teruel, y en revistas como Tierras de León, la revista del Instituto de Estudios Bercianos, de "Filología Moderna" de la Universidad de Madrid, etc. Dibuja y pinta (Dirige la sección de Bellas Artes del Instituto de estudios bercianos), y expone sus obras en diez ocasiones.
Hijo Predilecto de Toreno en 1985, recibe el premio Picota de Plata en 2001 en reconocimiento a su trabajo y trayectoria en su localidad de origen, Toreno.

## Origen
Entre los libros publicados se encuentran:
- Hardy-Yeats y Hopkins-D. Thomas, dos binomios paralelos y divergentes (1974).
- Privilegios de Ponferrada (1976).
- Caballeros bercianos de las Órdenes militares y de Carlos III (1984), ISBN 84-500-9972-2.
- El Habla de Toreno (1983), ISBN 84-500-8626-4.
- Hidalgos Bercianos (1983), ISBN 84-86237-00-9.
- Las Autonomías. El Bierzo en la encrucijada (1983), ISBN 84-398-0597-7.
- La duquesa de Alba "roba" las reliquias de San Genadio (1984), ISBN 84-500-9969-2.
- Curiosidades ponferradinas entre 1581 y 1584 (1984), ISBN 84-500-9968-4.
- Lorenzón, el guerrillero de Toreno (1984), ISBN 84-500-9971-4.
- Doménico Laffi, peregrino, observador e inquisitivo (1984), ISBN 84-500-9970-6
- Bodas bercianas en el siglo XVI (1985), ISSN 0495-5773, Vol. 25, N.º 60, 1985, pags. 121-131.
- Georgiana Goddard King, historiadora curiosa (1985), ISBN 84-500-9967-6
- Retirada de Moore y batalla anglofrancesa de Cacabelos (1987), ISBN 84-505-6803-X.
- Iglesia de la Encina (1989).
- 1809, asalto y conquista de Villafranca (1990), ISSN 0211-6863, N.º. 12, 1990, pags. 43-52.
- George Borrow, su Biblia y nuestro Bierzo (1993), ISSN 0211-6863, N.º. 17, 1993, pags. 51-60.
- Monasterio de Carracedo (1993).
- Soldados, armas y dinero bercianos contra Francia, en 1635 (1994), ISSN 0211-6863, N.º. 19, 1994, pags. 67-70.
- Índice del Archivo Histórico Municipal de Ponferrada (1995), ISSN 0211-6863, Nº. 22, 1996, pags. 135-150.
- Cárceles ponferradinas: presos y picotas, edificios anejos, alcaldes y corregidores (1997), ISBN 84-88745-10-9
- 9 cuadernos de la colección Nuestra Historia (1984-1985).
- 4 de la de Temas Torenienses (1985).
- Oza del rizo y rezo (2009, poesía), ISBN 987-84-88635-85-0
- El beato botillo, un paseo por la historia (2010).
- Toreno de mi sangre (2010, poesía).
- Poemas circunstanciales (2010, poesía).
- El habla de Toreno, 2ª edición, revisada y ampliada (2013), ISBN 978-84-616-3550-4.
- Los Moros en el Bierzo (2014),[1] ISBN 978-84-616-7190-8.
- Seis historias y una leyenda (Sobre el Bierzo y sus cosas) (2015),  ISBN 978-84-606-6379-9.

Casado con María Victoria Merino Octavio, Catedrática de Geografía e Historia, se entregó febrilmente a sus aficiones favoritas: el Arte, la Poesía y la Historia del Bierzo hasta sus últimas horas.